# Kürthy István (katona)
Fajkürthi és kolthai Kürthy István (Lengyeltóti, 1820. augusztus 2. – Kolta, 1898. október 27.) 1848–1849-es honvéd ezredes és országgyűlési képviselő.

## Élete
Kürthy Lajos megyei alispán és báró Majthényi Borbála fia. Apja Koltán földbirtokos volt. 1839-ben a magyar testőrségnél mint hadnagy szolgált Bécsben. Innét hat évi szolgálat után mint főhadnagy a János főherceg dragonyos ezredébe lépett. 1848-ban kapitányi ranggal a honvédek közé állott és 1849 tavaszán a Bocskai huszárezredben ezredes volt; több ütközetben vitézül harcolt. A világosi fegyverletétel után koltai (Komárom megye) birtokára vonult. 1850 márciusában elfogták; a haditörvényszék golyó általi halálra ítélte; ezen ítélet kegyelem útján 14 évi várfogságra lett átváltoztatva, melyből hét évet Komáromban és Josefstadtban ki is töltött. 1858-ban kegyelmet nyert és neje birtokára Zomborba költözött. Az alkotmányos korszak beálltával Zombor város főkapitánya, majd polgármestere és két ízben országgyűlési képviselője lett. Az akkori középpártnak volt híve. Az 1860-as évek végén visszatért koltai birtokára és mint a megyei bizottság egyik vezérférfia élénk részt vett a közügyek intézésében. 1888-ban szerencsétlen esés következtében lábát, majd karját törte és ettől fogva teljesen visszavonult a közügyektől.